# Caponia secunda
Caponia secunda  (лат.) — вид мелких пауков рода Caponia из семейства Caponiidae. Южная Африка: ЮАР.

## Описание
Длина около 8 мм. Основная окраска оранжево-жёлтая. На головогруди развиты все 8 глаз. Имеют только две пары трахей. Ночные охотники, в дневное время прячутся в паутинных убежищах. Сходен с видом Caponia natalensis. 
C. secunda был впервые описан в 1900 году английским арахнологом Реджиналдом Иннесом Пококом (Reginald Innes Pocock, 1863—1947). Таксон Caponia secunda включён в состав рода Caponia Simon, 1887 (вместе с Caponia abyssinica, Caponia braunsi, Caponia chelifera, Caponia simoni, Caponia capensis, Caponia hastifera, Caponia natalensis, и другими).